# Ovčna
Ovčna (nemško Outschena) je naselje v Občini Bekštanj v Okraju Beljak-dežela na Koroškem v Avstriji.